# Friburguense Atlético Clube
Il Friburguense Atlético Clube, noto anche semplicemente come Friburguense, è una società calcistica brasiliana con sede nella città di Nova Friburgo, nello stato di Rio de Janeiro.

## Storia
Il Friburguense Atlético Clube è stato fondato il 14 marzo 1980 dopo la fusione tra il Fluminense Atlético Clube e il Serrano Futebol Clube.
Nel 1984, il club ha partecipato al Campionato Carioca di prima divisione per la prima volta, ma terminò all'11º posto e venne retrocesso.
Nel 1997, il Friburguense ha vinto il suo primo titolo. Il club vinse il Campionato Carioca di seconda divisione, dopo aver sconfitto il Ceres in finale (1-0 all'andata, 1-1 al ritorno), e ottenne la promozione nella massima divisione statale dell'anno successivo.
Nel 2005, per la prima volta nella storia del club, il Friburguense ha partecipato alla Coppa del Brasile. Il club è stato eliminato alla seconda fase dall'Internacional, dopo aver pareggiato 1-1 a Nova Friburgo, e dopo aver perso 4-0 a Porto Alegre. Al primo turno, il club eliminò la Caldense (4-1 all'andata, 1-2 al ritorno).

## Palmarès

### Competizioni statali
- Campeonato Carioca Série B: 2

1994, 1997, 2019

### Altri piazzamenti
- Campionato Carioca:

Semifinalista: 2002